# Inside-Outside-Improvisation
Die Inside-Outside-Improvisation ist eine Methode der musikalischen Improvisation insbesondere im Jazz, bei der konventionelle, harmonisch passende Tonfolgen mit harmonisch unpassenden abgewechselt werden.

## Allgemein
Technisch gesehen bezeichnet man im Jazz eine Improvisation als Inside-Outside-Improvisation, wenn der Spieler die vorgegebene Tonart oder Tonalität kurzzeitig verlässt, um dann wieder in dieselbe zurückzukehren. Auch im Free Jazz findet die Inside-Outside-Improvisation immer wieder Anwendung. Hier können musikalische Gedanken mit eindeutigen Stimmungsbildern (moods) entstehen, die man gezielt auflösen und anschließend zu einem sich anbietenden Zeitpunkt wieder aufleben lassen kann. Üblich ist aber die Improvisation über sogenannte Changes. Als Changes (chord changes) bezeichnet man in diesem Zusammenhang die Akkordfolgen eines Jazz-Standards oder einer Komposition. Diese Akkordfolgen können durch verschiedene Tonarten gehen, deren Beziehungsgeflecht der Solist zu berücksichtigen hat. Das heißt, es gibt festgelegte Regeln, die dem Improvisator Zwänge in Bezug auf seine Tonauswahl auferlegen. Der Improvisierende verfügt dabei über eine beschränkte Auswahl an Tonmaterial, das er auf bestimmte Akkorde anzuwenden hat.

## Harmonisches Gerüst (Beispiel)
Gegeben sei die Akkordfolge Amaj 7 – A♭m7 – G7♭9 – Cm7
Diese Akkorde sind in ihrer Belegung mit Tonleitern (Skalen) mehrdeutig und der Improvisierende kann sich für eine entscheiden, was ihm die Möglichkeit einer gezielten Tonauswahl für sein Vorhaben gibt.
Bei Amaj 7  hat man z. B. die Möglichkeit, die Tonleitern oder Skalen A Ionisch, A Lydisch oder A Lydisch ♯9 (entspricht harmonisch Moll auf der sechsten Stufe) zu spielen
Bei A♭m7 hat man z. B. die Möglichkeit, A♭ Äolisch, A♭ Dorisch oder A♭ Phrygisch zu spielen
Bei G7♭9 hat man z. B. die Möglichkeit, G Mixolydisch (♭9/♭13), G Alteriert oder G Halbton/Ganzton
zu spielen.
Bei Cm7 bestehen skalentechnisch wieder dieselben Möglichkeiten wie bei A♭m7 – also C Äolisch, C Dorisch oder C Phrygisch.

## Erweiterung mittels Inside-Outside-Improvisation
Allerdings gibt es noch die Möglichkeit, mittels Inside-Outside-Improvisation diese Tonrepertoires zu erweitern. Das Besondere der Technik des Inside-Outside-Improvisierens besteht darin, die natürlichen Grenzen der Harmonik zu überschreiten.
Hierfür gibt es verschiedene Auswahlmöglichkeiten.
1. Man verlässt intuitiv die vorgegebenen Tonarten und verlagert die melodischen Schwerpunkte auf akkordfremde Töne, um zu gegebener Zeit wieder in die Ausgangs-Tonart zurückzukehren.
2. Man entwickelt sogenannte „Ghost Changes“ – als theoretisches Konstrukt – über die man dann improvisiert, obwohl in Wirklichkeit von den jeweiligen Mitspielern andere – nämlich die vorgegebenen – Changes gespielt werden.
3. Man benutzt symmetrische Tonleitern, wie die Halbton/Ganztonskala oder die Ganztonskala. Sie sind mehrdeutig und haben nicht die konsequenten harmonischen Fortschreitungen diatonischer Tonleitern und sind deshalb im Gebrauch freier.
4. Man spielt bitonale Klangfolgen zu den gegebenen Akkorden. Dabei gibt es mehr oder weniger passende bitonale Klänge.[2]

Dabei gilt die Regel:
Je mehr man den Schwerpunkt des Spiels von innen (In) nach außen (Out) verlagert, desto abstrakter erscheint die Musik.

Beispiel für Punkt 2
| Die vorgegebenen Changes sind:             |          |           |            |           |           |           |           |
| 4 Takte                                    | 4 Takte  | + 4 Takte | + 4 Takte  | + 4 Takte | + 4 Takte | + 4 Takte | + 4 Takte |
| Am7                                        | Am7      | B♭maj 7   | B♭maj 7    | Hm 7♭5    | Hm 7♭5    | E7♭9      | E7♭9      |
| Imaginäre Ghostchanges dafür könnten sein: |          |           |            |           |           |           |           |
| 3 Takte                                    | + 1 Takt | + 3 Takte | + 1 Takt   | + 3 Takte | + 1 Takt  | + 3 Takte | + 1 Takt  |
| Am7                                        | F7♯9     | B♭maj 7   | C maj 7♯11 | Hm 7♭5    | F9♯11     | E7♭9      | B♭ 13     |

## Targeting
Das Targeting ist ebenfalls eine musikalische Improvisationsmethode des Jazz. Dabei werden Zieltöne der zu beschreibenden Tonart chromatisch angesteuert oder umspielend erreicht. Beispiel: C-Dur wird ‚targetiert‘ durch G♯–G♭–G–E♯–E♭–E–C♯–C♭–C Melodieverlauf. Zu hören ist diese Methode z. B. bei Django Reinhardt.

## Psychologische Voraussetzungen
Unabhängig aller akademischen Betrachtungen ist die Inside-Outside-Improvisation ein Mittel, um Improvisationen interessant und spannungsreich zu gestalten. Das Spannungsfeld zwischen Unschärfe und Genauigkeit eröffnet dem Spieler eine Vielzahl an Möglichkeiten, sich für unterschiedliche Verläufe der Improvisation zu entscheiden. Ein wichtiger Aspekt dieser Improvisationsweise ist dabei das Erlangen einer inneren Sicherheit. Diese Sicherheit ist der Garant dafür, dass die Töne oder Melodien beim Hörer nicht den Eindruck eines „falschen“ Klangs erzeugen, sondern Ausgangspunkt für neue spannungsreiche Tonfolgen bilden.

## Beispielmusiker
Beispiele für Jazzkünstler, die Inside-Outside-Improvisation umsetzten, sind John Coltrane, Allan Holdsworth, Woody Shaw, Christof Lauer, Eric Dolphy, Joe Zawinul, Christopher Dell, Kenny Garrett und John Scofield.